# Masally (quận)
Masally (tiếng Azerbaijan:Masallı) là một quận thuộc Azerbaijan. Dân số thời điểm năm 2012 là 173937 người.